# Bank (Petrologie)

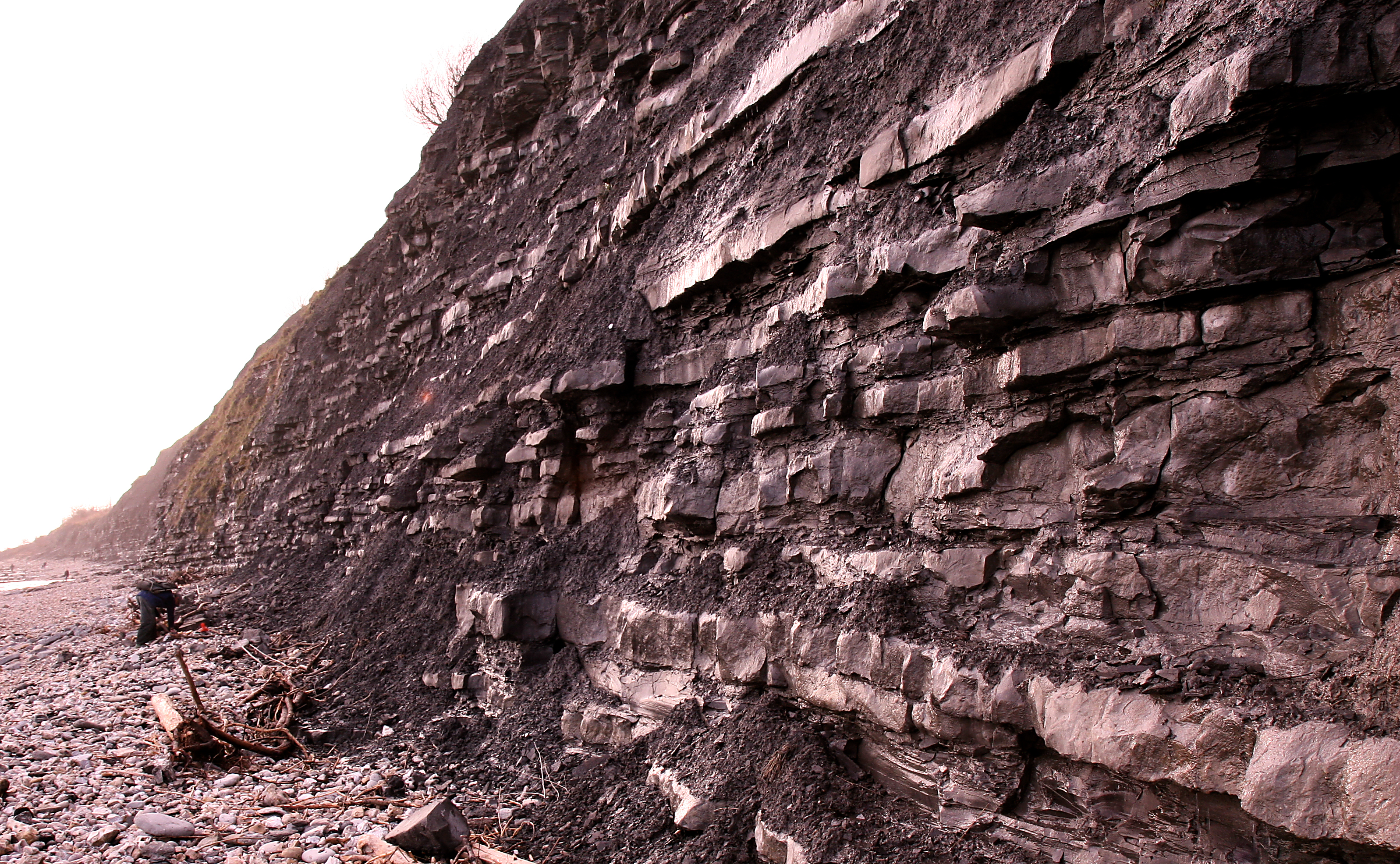
Deutlich zwischen dunklen Tonsteinen herauswitternde Kalksteinbänke der Blue-Lias-Formation (Unterjura) an der Steilküste bei Lyme Regis, Dorset, England

Bank bezeichnet in der Geologie im Allgemeinen eine Gesteinsschicht mit Mächtigkeiten im Zentimeter- bis Meterbereich, die sich in ihren individuellen Merkmalen (Farbe, Textur, Material) von den sie unmittelbar über- und unterlagernden Schichten unterscheidet. Die Bezeichnung wird vor allem dann verwendet, wenn solch eine Schicht aus dem Gesteinsverband deutlich hervortritt, weil jene über- und unterlagernden Schichten im Aufschluss eine durch Verwitterung akzentuierte Schichtfuge bilden. Ein größerer Gesteinskörper, der überwiegend aus solchen Bänken aufgebaut ist, wird als gebankt bezeichnet. Der Aufbau eines Gesteinskörpers aus Bänken bzw. dessen diesbezügliche Eigenheiten werden Bankung genannt. Bänke bzw. Bankung finden sich vorwiegend bei Sedimentgesteinen (einschließlich Lockersedimenten) und Pyroklastika, seltener bei Lavagestein.
In der Lithostratigraphie ist die Bank oder Lage (lat. stratum, engl. bed, layer, abgekürzt Bk. oder Lg.) definiert als die kleinste kartierbare Einheit, jedoch werden nur besonders auffällige, lateral weit aushaltende und damit stratigraphisch besonders wichtige Bänke mit eigenen Namen versehen und als formelle lithostratigraphische Einheiten ausgewiesen. Für Näheres dazu siehe → Bank (Stratigraphie).
Nicht zu verwechseln ist die Bank im geologischen Sinn mit der Schotter- oder Sandbank, die zusammengespültes Sediment an der Geländeoberfläche bzw. am Grund von Gewässern bezeichnet.